# Magic FM
Magic FM е българска радиостанция, излъчваща най-добрата музика от последните 30 години. Медията е на софийския пазар от средата на 2001 г. Започва като радио Атлантик, а от април 2010 г. променя името си на Magic FM, като запазва изцяло програмните си характеристики и цялостното си звучене. По радиото се пуска основно алтернативна музика.
Първото тестово излъчване на радиото е на 4 юни 2001 г. на честота 107,4 MHz. През 2002 г., след реорганизиране на честотния ресурс, радиото започва да излъчва в София на 92,4 MHz.
От 8 януари 2007 г. станцията започва излъчване и в Пловдив на 97,7 MHz, а от септември 2008 г. – и в Габрово на 98,6 MHz.
От 2006 г. радиото е част от скандинавската медийна група SBS Broadcasting Group, която през 2007 г. е закупена от германския медиен гигант ProSiebenSat.1 Media, дотогава притежаваща радиата The Voice, Радио Витоша и Радио Веселина. През 2011 г. е придобито от Best Success Services Media. На 1 септември 2020 г. „Нова Броудкастинг Груп“ подава документи в Комисията за защита на конкуренцията за придобиване на Magic FM, както и останалите медии от BSS, като сделката е одобрена на 18 септември.

## Лица на радиото
- Митко Павлов
- Динка Желязкова
- Ася Александрова
- Елена Бозова
- Мира Екова